# Ири (Пенсилванија)
Ири (енгл. Erie) град је у америчкој савезној држави Пенсилванија. По попису становништва из 2010. у њему је живело 101.786 становника.

## Демографија
Према попису становништва из 2010. у граду је живело 101.786 становника, што је 1.931 (1,9%) становника мање него 2000. године.
|                   | 2010.            | 2000.            |
| Укупно            | 101 786 (100,0%) | 103 717 (100,0%) |
| Белци             | 73 073 (71,79%)  | 81 605 (78,68%)  |
| Афроамериканци    | 17 141 (16,84%)  | 14 724 (14,20%)  |
| Хиспаноамериканци | 7 005 (6,882%)   | 4 572 (4,408%)   |
| Остали            | 3 052 (2,998%)   | 2 040 (1,967%)   |
| Азијати           | 1 515 (1,488%)   | 776 (0,748%)     |

## Партнерски градови
- Лублин
- Дангарван
- Мерида
- Zibo